# Російська рулетка (фільм, 1990)
«Російська рулетка» — радянський художній фільм 1990 року, знятий на кіностудії «Мосфільм».

## Сюжет
Герої фільму — «марнотратники життя» Малишка і Стас — живуть на світі не самим праведним способом: обкрадають багатих співвітчизників. Для них мало що має значення в цьому житті, крім любові один до одного. Прозріння приходить пізно — його ціна виявляється занадто високою…

## У ролях
- Олена Яковлєва — Малишка
- Денис Карасьов — Стас
- Римма Маркова — Муза
- Тамара Юмашева — Катя
- Андрій Ніколаєв — слідчий
- Лев Борисов — дядько Паша
- Микола Бурляєв — Михайло Бурлаков
- Анатолій Кузнецов — Федір Андрійович
- Ганна Фроловцева — епізод
- Володимир Виноградов — інвалід
- Юрій Мартинов — капітан міліції
- Андрій Кудряшов — епізод
- Володимир Сальников — власник «Волги»
- Сергій Галкін — епізод
- Андрій Манке — епізод
- Віталій Леонов — дільничний
- Йосип Риклін — Йосип Давидович, хірург
- І. Громова — епізод
- В. Махотін — епізод
- Наталія Арінбасарова — епізод
- Геннадій Барков — керівник льодового театру
- Сергій Воробйов — епізод
- Юрій Шерстньов — епізод
- Сергій Покровський — епізод
- В. Качин — епізод
- Олександр Числов — хуліган
- К. Морозов — епізод
- Валентина Тежік — епізод
- Ігор Шаповалов — Решетов

## Знімальна група
- Режисер — Валерій Чіков
- Сценарист — Валерій Чіков
- Оператор — Сергій Тараскін
- Композитор — Олексій Козлов
- Художник — Карім Халіуллін